# Campeonato Baiano de Futebol
O Campeonato Baiano de Futebol é uma competição esportiva disputada no estado da Bahia tendo como organizadora a Federação Bahiana de Futebol (FBF). Ele é o segundo campeonato estadual mais antigo do Brasil e o campeonato estadual mais antigo da Região Nordeste do Brasil, sendo disputado desde 1905.
A competição é a mais antiga desse esporte da região Nordeste e a segunda do Brasil, ficando atrás apenas do Campeonato Paulista (criado em 1902), sendo realizada ininterruptamente desde 1905. O maior vencedor da competição é o Esporte Clube Bahia, com 51 títulos conquistados.

## História
Fundada com o nome de Liga Bahiana de Sports Terrestres (LBST) pela Federação Bahiana de Desportos Terrestres (FBDT) — atualmente  Federação Bahiana de Futebol —, no dia 15 de novembro de 1904, tendo quatro clubes como fundadores: São Paulo Club, Clube Internacional de Cricket, Sport Club Victoria (atual Esporte Clube Vitória) e Sport Club Bahiano. No Jornal de Notícias noticiou-se assim:
Anteontem, dia 15 às 11 horas do dia, reunidos alguns sócios dos Clubes Vitória, Internacional, Bahiano e São Paulo, na sede deste, instalaram a Liga Bahiana de Sports Terrestres que tem por fim dar maior desenvolvimento aos esportes terrestres da Bahia.— 
No ano seguinte, em 1905, foi realizado o primeiro Campeonato Baiano. O São Paulo Club não participou do Campeonato por motivos de falta de jogadores, que foram para outros clubes. Em fevereiro do mesmo ano, o São Salvador filiou-se à Liga, que teve como campeão o Internacional de Cricket, que disputou o título contra apenas três outros clubes.
Após dois bicampeonatos, um do São Salvador e outro do Victoria, e conquistas solitárias do Santos Dumont, SC Bahia e Atlético de Salvador, o certame passou a ser organizado de forma diferente, fato que não agradou a nenhum dos clubes que o disputavam, fazendo com que estes deixassem a disputa.
Nos anos 1910, 1920 e 1930, dois clubes dominaram o cenário estadual. Ypiranga, com 10 títulos, e o Botafogo de Salvador (atualmente sediado em Senhor do Bonfim), com 7, conquistaram a maioria absoluta de seus troféus nesse intervalo de tempo, que ainda teve o surgimento do Esporte Clube Bahia, maior vencedor da história da disputa (apesar de ser fundado apenas em 1931), com 51 títulos, um dos maiores campeões estaduais do Brasil, tendo sido tetracampeão por duas vezes (47–48–49–50 e 81–82–83–84), além de pentacampeão (58–59–60–61–62) e heptacampeão (73 a 79), e Galícia, que tem 5 títulos do certame, tendo sido o primeiro tricampeão consecutivo da história, em 41–42–43. O Ypiranga é o clube com mais títulos de campeão baiano invicto. No total foram sete: em 1917, 1918, 1921, 1925, 1928, 1929 e 1932. Seguido pelo Bahia com 5 títulos invicto. O Ypiranga, ao lado do Vitória, são os únicos a conquistarem o título com 100 por cento de aproveitamento. Isso ocorreu três vezes. Em 1918, disputou 8 partidas e venceu todas e em 1921 disputou 11 partidas e venceu todas. Já o Vitória conquistou em 1908, quando ainda o campeonato se chamava Liga Bahiana de Sports Terrestres (LBST).
Bahia e Vitória mantinham uma hegemonia estadual há mais de 60 anos, desde que em 1968,  o Galícia se sagrou vencedor em cima do Fluminense de Feira. Até quem em 2021 o Atlético de Alagoinhas e o Bahia de Feira fizeram as finais. O Fluminense de Feira, primeiro clube do interior a disputar o certame (em 1956, chegando a final contra o Bahia e perdendo a decisão), foi campeão por duas vezes, em 1963 e 1969. O Guarany e o Leônico conseguiram ser campeões em meio a esse domínio da dupla Ba-Vi, em 1946 e 1966, respectivamente.
O Campeonato Baiano teve dois campeões ao mesmo tempo em duas ocasiões: em 1938, quando houve um "cisma" no futebol baiano, porque nem todos os clubes que disputaram o primeiro turno, vencido pelo Botafogo, quiseram jogar o segundo, então, a Liga Baiana de Esportes Terrestres resolveu fazer outro campeonato; e 1999, quando o título foi contestado pelo Bahia na Justiça Desportiva, alegando que o estádio do adversário, o Barradão, não oferecia condições de segurança e de público para uma final (o regulamento determinava que o mando de campo da partida decisiva era do Vitória) e se dirigiu ao seu estádio, a Fonte Nova. Ao final, a FBF dividiu o título entre os dois clubes. O atacante Neto Baiano igualou a marca de Cláudio Adão em 1986 (que na época jogava no Bahia) como o maior artilheiro da história do Campeonato Baiano quando marcou 27 gols em 2012, atuando pelo Vitória.

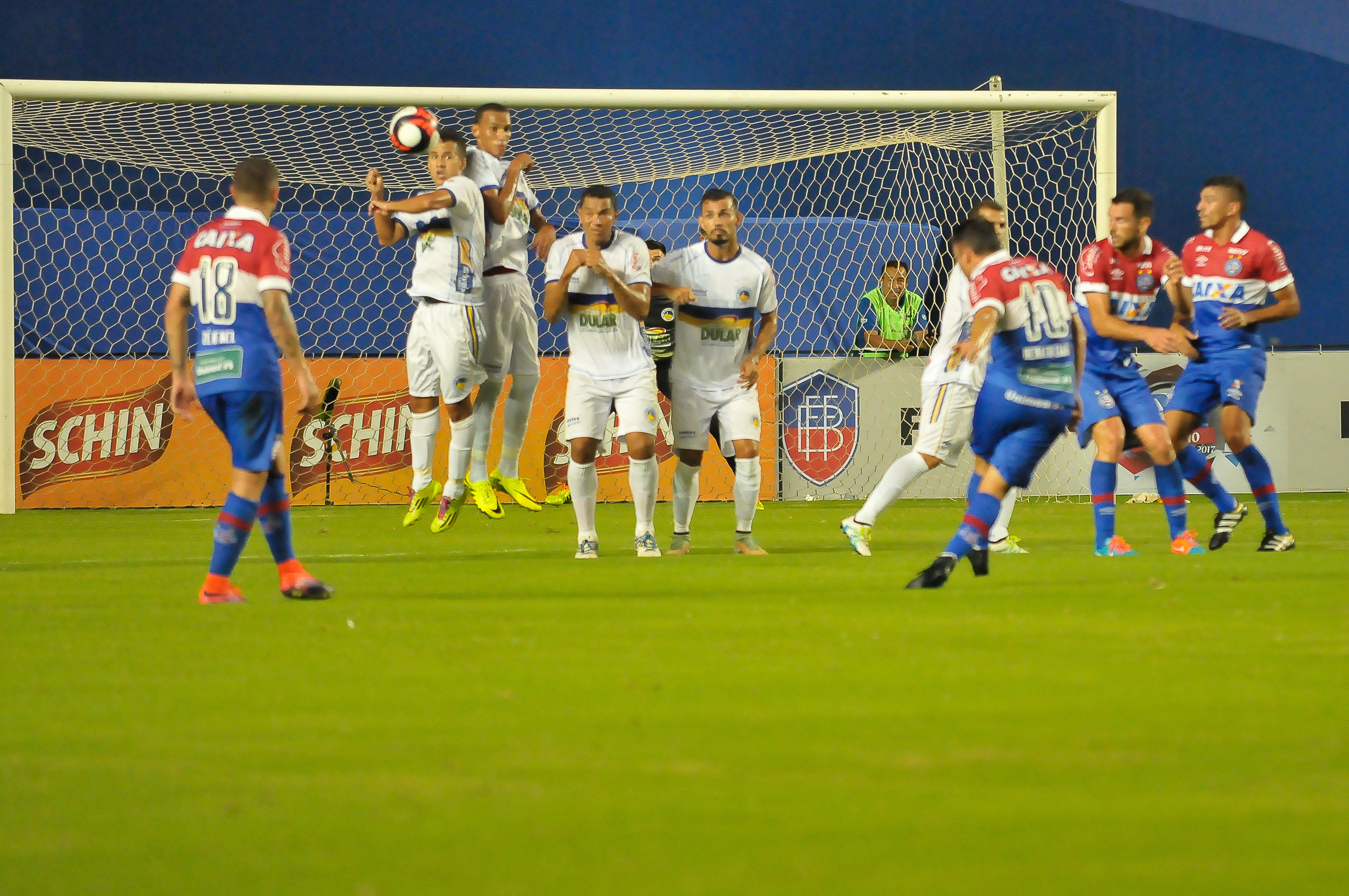
Partida entre Esporte Clube Bahia e Jacobina Esporte Clube, pelo Campeonato Baiano de Futebol de 2017.

Nas edições de 2013 e 2014, o campeonato obteve o patrocínio da Chevrolet, pelo qual foram negociados os direitos de nome (naming rights). Por conta disso, o nome da competição foi denominado Campeonato Baiano Chevrolet. Após dois anos de parceria, a empresa anunciou que não mais patrocinaria o estadual a partir de 2015 (assim como os demais estaduais que patrocinava).
Em 2015, o Vitória da Conquista chegou à sua primeira final da história, mas acabou perdendo o título para o Bahia após ser goleado por 6 a 0 na Arena Fonte Nova. O tricolor foi o primeiro clube a dar volta olímpica no estádio após sua inauguração dois anos antes.

## Transmissão
A TV Itapoan, afiliada da Record na Bahia, adquiriu os direitos televisivos de exclusividade para as edições de 2007 a 2010. Em 2011, a TV Bahia, afiliada da Rede Globo, adquiriu os direitos de transmissão para as temporadas seguintes pela TV aberta e em pay-per-view pelo Premiere FC.. A emissora transmitiu até 2020. Em 2021, a TVE Bahia foi anunciada como nova emissora, retornando a transmitir desde 2006.

## Campeões
| Edição | Ano  | Campeão                                           | Vice-campeão                                |
| ------ | ---- | ------------------------------------------------- | ------------------------------------------- |
| 1.ª    | 1905 | Internacional de Cricket (Salvador) (1.º)         | São Salvador (Salvador)                     |
| 2.ª    | 1906 | São Salvador (Salvador) (1.º)                     | Vitória (Salvador)                          |
| 3.ª    | 1907 | São Salvador (Salvador) (2.º)                     | Vitória (Salvador)                          |
| 4.ª    | 1908 | Vitória (Salvador) (1.º)                          | Santos Dumont (Salvador)                    |
| 5.ª    | 1909 | Vitória (Salvador) (2.º)                          | Santos Dumont (Salvador)                    |
| 6.ª    | 1910 | Santos Dumont (Salvador) (1.º)                    | São Paulo Club (Salvador)                   |
| 7.ª    | 1911 | Sport Bahia (Salvador) (1.º)                      | Vitória (Salvador)                          |
| 8.ª    | 1912 | Atlético FC (Salvador) (1.º)                      | Vitória (Salvador)                          |
| 9.ª    | 1913 | Fluminense (Salvador) (1.º)                       | Internacional (Salvador)                    |
| 10.ª   | 1914 | Internacional (Salvador) (1.º)                    | Fluminense (Salvador)                       |
| 11.ª   | 1915 | Fluminense (Salvador) (2.º)                       | Ypiranga (Salvador)                         |
| 12.ª   | 1916 | República (Salvador) (1.º)                        | Fluminense (Salvador)                       |
| 13.ª   | 1917 | Ypiranga(Salvador) (1.º)                          | Fluminense (Salvador)                       |
| 14.ª   | 1918 | Ypiranga (Salvador) (2.º)                         | Botafogo (Salvador)                         |
| 15.ª   | 1919 | Botafogo (Salvador) (1.º)                         | Fluminense (Salvador)                       |
| 16.ª   | 1920 | Ypiranga (Salvador) (3.º)                         | Fluminense (Salvador)                       |
| 17.ª   | 1921 | Ypiranga (Salvador) (4.º)                         | AAB (Salvador)                              |
| 18.ª   | 1922 | Botafogo (Salvador) (2.º)                         | AAB (Salvador)                              |
| 19.ª   | 1923 | Botafogo (Salvador) (3.º)                         | AAB (Salvador)                              |
| 20.ª   | 1924 | AAB (Salvador) (1.º)                              | Clube Bahiano de Tênis (Salvador)           |
| 21.ª   | 1925 | Ypiranga (Salvador) (5.º)                         | AAB (Salvador)                              |
| 22.ª   | 1926 | Botafogo (Salvador) (4.º)                         | Ypiranga (Salvador)                         |
| 23.ª   | 1927 | Clube Bahiano de Tênis (Salvador) (1.º)           | Ypiranga (Salvador)                         |
| 24.ª   | 1928 | Ypiranga (Salvador) (6.º)                         | Clube Bahiano de Tênis (Salvador)           |
| 25.ª   | 1929 | Ypiranga (Salvador) (7.º)                         | Botafogo (Salvador)                         |
| 26.ª   | 1930 | Botafogo (Salvador) (5.º)                         | Fluminense (Salvador)                       |
| 27.ª   | 1931 | Bahia (Salvador) (1.º)                            | Ypiranga (Salvador)                         |
| 28.ª   | 1932 | Ypiranga (Salvador) (8.º)                         | Botafogo (Salvador)                         |
| 29.ª   | 1933 | Bahia (Salvador) (2.º)                            | Ypiranga (Salvador)                         |
| 30.ª   | 1934 | Bahia (Salvador) (3.º)                            | Energia Circular (Salvador)                 |
| 31.ª   | 1935 | Botafogo (Salvador) (6.º)                         | Galícia (Salvador)                          |
| 32.ª   | 1936 | Bahia (Salvador) (4.º)                            | Galícia (Salvador)                          |
| 33.ª   | 1937 | Galícia (Salvador) (1.º)                          | Ypiranga (Salvador)                         |
| 34.ª   | 1938 | Bahia (Salvador) (5.º) Botafogo (Salvador) (7.º)  | Galícia (Salvador) Ypiranga (Salvador)      |
| 35.ª   | 1939 | Ypiranga (Salvador) (9.º)                         | Galícia (Salvador)                          |
| 36.ª   | 1940 | Bahia (Salvador) (6.º)                            | Galícia (Salvador)                          |
| 37.ª   | 1941 | Galícia (Salvador) (2.º)                          | Bahia (Salvador)                            |
| 38.ª   | 1942 | Galícia (Salvador) (3.º)                          | Vitória (Salvador)                          |
| 39.ª   | 1943 | Galícia (Salvador) (4.º)                          | Botafogo (Salvador)                         |
| 40.ª   | 1944 | Bahia (Salvador) (7.º)                            | Galícia (Salvador)                          |
| 41.ª   | 1945 | Bahia (Salvador) (8.º)                            | Galícia (Salvador)                          |
| 42.ª   | 1946 | Guarany (Salvador) (1.º)                          | Ypiranga (Salvador)                         |
| 43.ª   | 1947 | Bahia (Salvador) (9.º)                            | Vitória (Salvador)                          |
| 44.ª   | 1948 | Bahia (Salvador) (10.º)                           | Galícia (Salvador)                          |
| 45.ª   | 1949 | Bahia (Salvador) (11.º)                           | Ypiranga (Salvador)                         |
| 46.ª   | 1950 | Bahia (Salvador) (12.º)                           | Vitória (Salvador)                          |
| 47.ª   | 1951 | Ypiranga (Salvador) (10.º)                        | Vitória (Salvador)                          |
| 48.ª   | 1952 | Bahia (Salvador) (13.º)                           | Ypiranga (Salvador)                         |
| 49.ª   | 1953 | Vitória (Salvador) (3.º)                          | Botafogo (Salvador)                         |
| 50.ª   | 1954 | Bahia (Salvador) (14.º)                           | Botafogo (Salvador)                         |
| 51.ª   | 1955 | Vitória (Salvador) (4.º)                          | Bahia (Salvador)                            |
| 52.ª   | 1956 | Bahia (Salvador) (15.º)                           | Fluminense de Feira (Feira de Santana)      |
| 53.ª   | 1957 | Vitória (Salvador) (5.º)                          | Bahia (Salvador)                            |
| 54.ª   | 1958 | Bahia (Salvador) (16.º)                           | Vitória (Salvador)                          |
| 55.ª   | 1959 | Bahia (Salvador) (17.º)                           | Vitória (Salvador)                          |
| 56.ª   | 1960 | Bahia (Salvador) (18.º)                           | Ypiranga (Salvador)                         |
| 57.ª   | 1961 | Bahia (Salvador) (19.º)                           | Botafogo (Salvador)                         |
| 58.ª   | 1962 | Bahia (Salvador) (20.º)                           | Vitória (Salvador)                          |
| 59.ª   | 1963 | Fluminense de Feira (Feira de Santana) (1.º)      | Bahia (Salvador)                            |
| 60.ª   | 1964 | Vitória (Salvador) (6.º)                          | Bahia (Salvador)                            |
| 61.ª   | 1965 | Vitória (Salvador) (7.º)                          | Botafogo (Salvador)                         |
| 62.ª   | 1966 | Leônico (Salvador) (1.º)                          | Vitória (Salvador)                          |
| 63.ª   | 1967 | Bahia (Salvador) (21.º)                           | Galícia (Salvador)                          |
| 64.ª   | 1968 | Galícia (Salvador) (5.º)                          | Fluminense de Feira (Feira de Santana)      |
| 65.ª   | 1969 | Fluminense de Feira (Feira de Santana) (2.º)      | Bahia (Salvador)                            |
| 66.ª   | 1970 | Bahia (Salvador) (22.º)                           | Itabuna (Itabuna)                           |
| 67.ª   | 1971 | Bahia (Salvador) (23.º)                           | Vitória (Salvador)                          |
| 68.ª   | 1972 | Vitória (Salvador) (8.º)                          | Bahia (Salvador)                            |
| 69.ª   | 1973 | Bahia (Salvador) (24.º)                           | Atlético (Alagoinhas)                       |
| 70.ª   | 1974 | Bahia (Salvador) (25.º)                           | Vitória (Salvador)                          |
| 71.ª   | 1975 | Bahia (Salvador) (26.º)                           | Vitória (Salvador)                          |
| 72.ª   | 1976 | Bahia (Salvador) (27.º)                           | Vitória (Salvador)                          |
| 73.ª   | 1977 | Bahia (Salvador) (28.º)                           | Botafogo (Salvador)                         |
| 74.ª   | 1978 | Bahia (Salvador) (29.º)                           | Leônico (Salvador)                          |
| 75.ª   | 1979 | Bahia (Salvador) (30.º)                           | Vitória (Salvador)                          |
| 76.ª   | 1980 | Vitória (Salvador) (9.º)                          | Galícia (Salvador)                          |
| 77.ª   | 1981 | Bahia (Salvador) (31.º)                           | Vitória (Salvador)                          |
| 78.ª   | 1982 | Bahia (Salvador) (32.º)                           | Galícia (Salvador)                          |
| 79.ª   | 1983 | Bahia (Salvador) (33.º)                           | Catuense (Catu)                             |
| 80.ª   | 1984 | Bahia (Salvador) (34.º)                           | Leônico (Salvador)                          |
| 81.ª   | 1985 | Vitória (Salvador) (10.º)                         | Bahia (Salvador)                            |
| 82.ª   | 1986 | Bahia (Salvador) (35.º)                           | Catuense (Catu)                             |
| 83.ª   | 1987 | Bahia (Salvador) (36.º)                           | Catuense (Catu)                             |
| 84.ª   | 1988 | Bahia (Salvador) (37.º)                           | Vitória (Salvador)                          |
| 85.ª   | 1989 | Vitória (Salvador) (11.º)                         | Bahia (Salvador)                            |
| 86.ª   | 1990 | Vitória (Salvador) (12.º)                         | Fluminense de Feira (Feira de Santana)      |
| 87.ª   | 1991 | Bahia (Salvador) (38.º)                           | Fluminense de Feira (Feira de Santana)      |
| 88.ª   | 1992 | Vitória (Salvador) (13.º)                         | Bahia (Salvador)                            |
| 89.ª   | 1993 | Bahia (Salvador) (39.º)                           | Vitória (Salvador)                          |
| 90.ª   | 1994 | Bahia (Salvador) (40.º)                           | Vitória (Salvador)                          |
| 91.ª   | 1995 | Vitória (Salvador) (14.º)                         | Galícia (Salvador)                          |
| 92.ª   | 1996 | Vitória (Salvador) (15.º)                         | Bahia (Salvador)                            |
| 93.ª   | 1997 | Vitória (Salvador) (16.º)                         | Bahia (Salvador)                            |
| 94.ª   | 1998 | Bahia (Salvador) (41.º)                           | Vitória (Salvador)                          |
| 95.ª   | 1999 | Bahia (Salvador) (42.º) Vitória (Salvador) (17.º) | Poções (Poções)                             |
| 96.ª   | 2000 | Vitória (Salvador) (18.º)                         | Bahia (Salvador)                            |
| 97.ª   | 2001 | Bahia (Salvador) (43.º)                           | Juazeiro (Juazeiro)                         |
| 98.ª   | 2002 | Vitória (Salvador) (19.º)                         | Fluminense de Feira (Feira de Santana)      |
| 99.ª   | 2003 | Vitória (Salvador) (20.º)                         | Catuense (Catu)                             |
| 100.ª  | 2004 | Vitória (Salvador) (21.º)                         | Bahia (Salvador)                            |
| 101.ª  | 2005 | Vitória (Salvador) (22.º)                         | Bahia (Salvador)                            |
| 102.ª  | 2006 | Colo Colo (Ilhéus) (1.º)                          | Vitória (Salvador)                          |
| 103.ª  | 2007 | Vitória (Salvador) (23.º)                         | Bahia (Salvador)                            |
| 104.ª  | 2008 | Vitória (Salvador) (24.º)                         | Bahia (Salvador)                            |
| 105.ª  | 2009 | Vitória (Salvador) (25.º)                         | Bahia (Salvador)                            |
| 106.ª  | 2010 | Vitória (Salvador) (26.º)                         | Bahia (Salvador)                            |
| 107.ª  | 2011 | Bahia de Feira (Feira de Santana) (1.º)           | Vitória (Salvador)                          |
| 108.ª  | 2012 | Bahia (Salvador) (44.º)                           | Vitória (Salvador)                          |
| 109.ª  | 2013 | Vitória (Salvador) (27.º)                         | Bahia (Salvador)                            |
| 110.ª  | 2014 | Bahia (Salvador) (45.º)                           | Vitória (Salvador)                          |
| 111.ª  | 2015 | Bahia (Salvador) (46.º)                           | Vitória da Conquista (Vitória da Conquista) |
| 112.ª  | 2016 | Vitória (Salvador) (28.º)                         | Bahia (Salvador)                            |
| 113.ª  | 2017 | Vitória (Salvador) (29.º)                         | Bahia (Salvador)                            |
| 114.ª  | 2018 | Bahia (Salvador) (47.º)                           | Vitória (Salvador)                          |
| 115.ª  | 2019 | Bahia (Salvador) (48.º)                           | Bahia de Feira (Feira de Santana)           |
| 116.ª  | 2020 | Bahia (Salvador) (49.º)                           | Atlético (Alagoinhas)                       |
| 117ª   | 2021 | Atlético (Alagoinhas) (1.º)                       | Bahia de Feira (Feira de Santana)           |
| 118ª   | 2022 | Atlético (Alagoinhas) (2.º)                       | Jacuipense (Riachão do Jacuípe)             |
| 119ª   | 2023 | Bahia (Salvador) (50.º)                           | Jacuipense (Riachão do Jacuípe)             |
| 120ª   | 2024 | Vitória (Salvador) (30.º)                         | Bahia (Salvador)                            |
| 121ª   | 2025 | Bahia (Salvador) (51.º)                           | Vitória (Salvador)                          |

## Títulos
Em 1915 e em 1916, a Associação Athletica da Bahia e o Sport Club Palmeiras foram, respectivamente, campeões pela Liga Sportiva da Bahia, mas os campeonatos não são considerados oficiais. O Sport Club Santos Dumont mudou de nome para Atlético Futebol Clube. O Colo Colo, em 2006, o Bahia de Feira, em 2011, o Fluminense de Feira, em 1963 e em 1969, e o Atlético de Alagoinhas, em 2021 e 2022 são os times do interior campeões baianos. Com isso, Feira de Santana, Ilhéus e Alagoinhas são as três únicas cidades do interior que têm pelo menos um time campeão baiano.

### Por equipe
| Clube                    | Cidade               | Títulos | Anos dos títulos | Vice | Anos dos vices |
| ------------------------ | -------------------- | ------- | --- | ---- | --- |
| Bahia                    | Salvador             | 51      | 1931, 1933, 1934, 1936, 1938, 1940, 1944, 1945, 1947, 1948, 1949, 1950, 1952, 1954, 1956, 1958, 1959, 1960, 1961, 1962, 1967, 1970, 1971, 1973, 1974, 1975, 1976, 1977, 1978, 1979, 1981, 1982, 1983, 1984, 1986, 1987, 1988, 1991, 1993, 1994, 1998, 1999, 2001, 2012, 2014, 2015, 2018, 2019, 2020, 2023, 2025 | 23   | 1941, 1955, 1957, 1963, 1964, 1969, 1972, 1985, 1989, 1992, 1996, 1997, 2000, 2004, 2005, 2007, 2008, 2009, 2010, 2013, 2016, 2017, 2024                                     |
| Vitória                  | Salvador             | 30      | 1908, 1909, 1953, 1955, 1957, 1964, 1965, 1972, 1980, 1985, 1989, 1990, 1992, 1995, 1996, 1997, 1999, 2000, 2002, 2003, 2004, 2005, 2007, 2008, 2009, 2010, 2013, 2016, 2017, 2024 | 29   | 1906, 1907, 1911, 1912, 1942, 1947, 1950, 1951, 1958, 1959, 1962, 1966, 1971, 1974, 1975, 1976, 1977, 1979, 1981, 1988, 1993, 1994, 1998, 2006, 2011, 2012, 2014, 2018, 2025 |
| Ypiranga                 | Salvador             | 10      | 1917, 1918, 1920, 1921, 1925, 1928, 1929, 1932, 1939, 1951 | 11   | 1915, 1926, 1927, 1931, 1933, 1937, 1938, 1946, 1949, 1952, 1960 |
| Botafogo-BA              | Salvador             | 7       | 1919, 1922, 1923, 1926, 1930, 1935, 1938 | 8    | 1918, 1929, 1932, 1943, 1953, 1954, 1961, 1965, 1977 |
| Galícia                  | Salvador             | 5       | 1937, 1941, 1942, 1943, 1968 | 12   | 1935, 1936, 1938, 1939, 1940, 1944, 1945, 1948, 1967, 1980, 1982, 1995 |
| Fluminense de Feira      | Feira de Santana     | 2       | 1963, 1969 | 6    | 1956, 1968, 1971, 1990, 1991, 2002 |
| Fluminense de Salvador   | Salvador             | 2       | 1913, 1915 | 6    | 1914, 1916, 1917, 1919, 1920, 1930 |
| Atlético de Alagoinhas   | Alagoinhas           | 2       | 2021, 2022 | 2    | 1973, 2020 |
| São Salvador             | Salvador             | 2       | 1906, 1907 | 1    | 1905 |
| AAB                      | Salvador             | 1       | 1924 | 4    | 1921, 1922, 1923, 1925 |
| Santos Dumont            | Salvador             | 1       | 1910 | 2    | 1908, 1909 |
| Bahiano de Tênis         | Salvador             | 1       | 1927 | 2    | 1924, 1928 |
| Leônico                  | Salvador             | 1       | 1966 | 2    | 1978, 1984 |
| Bahia de Feira           | Feira de Santana     | 1       | 2011 | 2    | 2019, 2021 |
| Internacional-BA         | Salvador             | 1       | 1914 | 1    | 1913 |
| Internacional de Cricket | Salvador             | 1       | 1905 | 0    | |
| Sport Bahia              | Salvador             | 1       | 1911 | 0    | |
| Atlético de Salvador     | Salvador             | 1       | 1912 | 0    | |
| República                | Salvador             | 1       | 1916 | 0    | |
| Guarany-BA               | Salvador             | 1       | 1946 | 0    | |
| Colo Colo                | Ilhéus               | 1       | 2006 | 0    | |
| Catuense                 | Catu                 | 0       | | 4    | 1983, 1986, 1987, 2003 |
| Jacuipense               | Riachão do Jacuípe   | 0       | | 2    | 2022, 2023 |
| São Paulo-BA             | Salvador             | 0       | | 1    | 1910 |
| Energia Circular         | Salvador             | 0       | | 1    | 1934 |
| Itabuna                  | Itabuna              | 0       | | 1    | 1970 |
| Poções                   | Poções               | 0       | | 1    | 1999 |
| Juazeiro                 | Juazeiro             | 0       | | 1    | 2001 |
| Vitória da Conquista     | Vitória da Conquista | 0       | | 1    | 2015 |

### Por cidade
| Cidade               | Títulos | Clubes com títulos | Vices | Clubes com vices |
| -------------------- | ------- | ------------------ | ----- | ---------------- |
| Salvador             | 117     | 17                 | 103   | 14               |
| Feira de Santana     | 3       | 2                  | 8     | 2                |
| Alagoinhas           | 2       | 1                  | 2     | 1                |
| Ilhéus               | 1       | 1                  | 0     | 1                |
| Catu                 | 0       |                    | 4     | 1                |
| Riachão do Jacuípe   | 0       |                    | 2     | 1                |
| Itabuna              | 0       |                    | 1     | 1                |
| Poções               | 0       |                    | 1     | 1                |
| Juazeiro             | 0       |                    | 1     | 1                |
| Vitória da Conquista | 0       |                    | 1     | 1                |

### Consecutivos
Heptacampeonatos
- Bahia — 1 vez (1973–74–75–76–77–78–79)

Pentacampeonatos
- Bahia — 1 vez (1958–59–60–61–62)

Tetracampeonatos
- Bahia — 2 vezes (1947–48–49–50, 1981–82–83–84)
- Vitória — 2 vezes (2002–03–04–05, 2007–08–09–10)

Tricampeonatos
- Bahia — 2 vezes (1986–87–88, 2018-19-20)
- Galícia — 1 vez (1941–42–43)
- Vitória — 1 vez (1995–96–97)

Bicampeonatos
- Bahia — 6 vezes (1933–34, 1944–45, 1970–71, 1993–94, 1998–99, 2014–15)
- Vitória — 5 vezes (1908–09, 1964–65, 1989–90, 1999–00, 2016–17)
- Ypiranga — 3 vezes (1917–18, 1920–21, 1928–29)
- Atlético de Alagoinhas — 1 vez (2021—22)
- Botafogo-BA — 1 vez (1922—23)
- São Salvador — 1 vez (1906–07)

## Artilheiros
Abaixo estão os artilheiros de quase todas as edições do campeonato.
| Ano  | Artilheiro          | Clube                                       | N.º gols |
| ---- | ------------------- | ------------------------------------------- | -------- |
| 1905 | Braguinha           | Internacional de Cricket (Salvador)         | 6        |
| 1906 | Juvenal Tarquínio   | Vitória (Salvador)                          | 8        |
| 1907 | Braguinha           | Vitória (Salvador)                          | 6        |
| 1908 | Braguinha           | Vitória (Salvador)                          | 7        |
| 1909 | Juvenal Tarquínio   | Vitória (Salvador)                          | 4        |
| 1910 |                     |                                             |          |
| 1911 |                     |                                             |          |
| 1912 |                     |                                             |          |
| 1913 |                     |                                             |          |
| 1914 |                     |                                             |          |
| 1915 |                     |                                             |          |
| 1916 |                     |                                             |          |
| 1917 |                     |                                             |          |
| 1918 |                     |                                             |          |
| 1919 |                     |                                             |          |
| 1920 |                     |                                             |          |
| 1921 |                     |                                             |          |
| 1922 | Astério             | Botafogo (Salvador)                         | 10       |
| 1923 |                     |                                             |          |
| 1924 |                     |                                             |          |
| 1925 |                     |                                             |          |
| 1926 |                     |                                             |          |
| 1927 |                     |                                             |          |
| 1928 | Mário Seixas        | Bahiano de Tênis (Salvador)                 | 9        |
| 1929 |                     |                                             |          |
| 1930 |                     |                                             |          |
| 1931 | Pelágio             | Ypiranga (Salvador)                         | 10       |
| 1932 |                     |                                             |          |
| 1933 |                     |                                             |          |
| 1934 |                     |                                             |          |
| 1935 | Vareta              | Galícia (Salvador)                          | 19       |
| 1936 |                     |                                             |          |
| 1937 |                     |                                             |          |
| 1938 | Pedro Amorim        | Bahia (Salvador)                            | 9        |
| 1939 | Vareta              | Bahia (Salvador)                            | 15       |
| 1940 | Vareta              | Bahia (Salvador)                            | 10       |
| 1940 | Vevé                | Galícia (Salvador)                          | 10       |
| 1941 | Palito              | Bahia (Salvador)                            | 8        |
| 1942 | Palito              | Galícia (Salvador)                          | 11       |
| 1943 | Siri                | Vitória (Salvador)                          | 17       |
| 1944 | Camerino            | Bahia (Salvador)                            | 13       |
| 1945 | Toinho              | Botafogo (Salvador)                         | 15       |
| 1945 | Siri                | Vitória (Salvador)                          | 15       |
| 1946 | Pequeno             | Ypiranga (Salvador)                         | 18       |
| 1947 | Pequeno             | Ypiranga (Salvador)                         | 19       |
| 1948 | Fabrine             | Bahia (Salvador)                            | 13       |
| 1948 | Airton              | Galícia (Salvador)                          | 13       |
| 1949 | Isaltino            | Bahia (Salvador)                            | 10       |
| 1950 | Juvenal             | Vitória (Salvador)                          | 14       |
| 1950 | Antônio Mário       | Ypiranga (Salvador)                         | 14       |
| 1951 | Carlito             | Bahia (Salvador)                            | 16       |
| 1951 | Juvenal             | Vitória (Salvador)                          | 16       |
| 1952 |                     |                                             |          |
| 1953 | Quarentinha         | Vitória (Salvador)                          | 13       |
| 1954 | Naninho             | Bahia (Salvador)                            | 11       |
| 1955 | Zague               | Botafogo (Salvador)                         | 14       |
| 1956 | Zague               | Botafogo (Salvador)                         | 11       |
| 1957 | Teotônio            | Botafogo (Salvador)                         | 16       |
| 1958 |                     |                                             |          |
| 1959 | Matos               | Vitória (Salvador)                          | 16       |
| 1960 |                     |                                             |          |
| 1961 | Alencar             | Bahia (Salvador)                            | 12       |
| 1962 | Durvalino           | Vitória (Salvador)                          | 9        |
| 1963 | Biriba              | Bahia (Salvador)                            | 6        |
| 1964 | Jorge Bassu         | Galícia (Salvador)                          | 14       |
| 1964 | Didico              | Vitória (Salvador)                          | 14       |
| 1965 | Dedé                | Fluminense de Feira (Feira de Santana)      | 9        |
| 1966 | Didico              | Vitória (Salvador)                          | 14       |
| 1967 | Carlinhos           | Galícia (Salvador)                          | 14       |
| 1968 | Carlinhos           | Galícia (Salvador)                          | 17       |
| 1969 | Freitas             | Fluminense de Feira (Feira de Santana)      | 17       |
| 1970 | Tanajura            | Jequié (Jequié)                             | 22       |
| 1971 | Pinheirinho         | Fluminense de Feira (Feira de Santana)      | 10       |
| 1972 | João Daniel         | Bahia (Salvador)                            | 13       |
| 1973 | Douglas             | Bahia (Salvador)                            | 17       |
| 1974 | Osni                | Vitória (Salvador)                          | 17       |
| 1975 | Osni                | Vitória (Salvador)                          | 19       |
| 1976 | Osni                | Vitória (Salvador)                          | 19       |
| 1976 | Mickey              | Bahia (Salvador)                            | 19       |
| 1977 | Sena                | Vitória (Salvador)                          | 16       |
| 1978 | Douglas             | Bahia (Salvador)                            | 21       |
| 1979 | Sena                | Vitória (Salvador)                          | 25       |
| 1980 | Beca                | Itabuna (Itabuna)                           | 20       |
| 1981 | Beijoca             | Catuense (Catu)                             | 26       |
| 1982 | Léo Oliveira        | Bahia (Salvador)                            | 19       |
| 1983 | Osni                | Bahia (Salvador)                            | 23       |
| 1984 | Osni                | Bahia (Salvador)                            | 15       |
| 1984 | Ricky               | Vitória (Salvador)                          | 15       |
| 1985 | Ricky               | Vitória (Salvador)                          | 22       |
| 1986 | Cláudio Adão        | Bahia (Salvador)                            | 27       |
| 1987 | Vandick             | Catuense (Catu)                             | 18       |
| 1988 | Osmar               | Bahia (Salvador)                            | 19       |
| 1989 | Vandick             | Catuense (Catu)                             | 13       |
| 1990 | Marquinhos          | Bahia (Salvador)                            | 8        |
| 1991 | Vandick             | Bahia (Salvador)                            | 21       |
| 1992 | Arturzinho          | Vitória (Salvador)                          | 24       |
| 1993 | Marcelo Ramos       | Bahia (Salvador)                            | 22       |
| 1994 | Alex Alves          | Vitória (Salvador)                          | 20       |
| 1995 | Ramon Menezes       | Vitória (Salvador)                          | 25       |
| 1996 | Adoílson            | Vitória (Salvador)                          | 14       |
| 1997 | Agnaldo             | Vitória (Salvador)                          | 15       |
| 1998 | Uéslei              | Bahia (Salvador)                            | 17       |
| 1999 | Petković            | Vitória (Salvador)                          | 18       |
| 2000 | Uéslei              | Bahia (Salvador)                            | 19       |
| 2001 | Marcos Chaves       | Camaçari (Camaçari)                         | 17       |
| 2002 | Fafá                | Cruzeiro (Cruz das Almas)                   | 20       |
| 2003 | Nádson              | Vitória (Salvador)                          | 7        |
| 2003 | Renna               | Catuense (Catu)                             | 7        |
| 2004 | Obina               | Vitória (Salvador)                          | 6        |
| 2004 | Gilmar              | Vitória (Salvador)                          | 6        |
| 2005 | Dill                | Bahia (Salvador)                            | 9        |
| 2006 | Ednei               | Colo Colo (Ilhéus)                          | 23       |
| 2007 | Índio               | Vitória (Salvador)                          | 26       |
| 2008 | Tatu                | Vitória da Conquista (Vitória da Conquista) | 16       |
| 2008 | Souza               | Fluminense de Feira (Feira de Santana)      | 16       |
| 2009 | Neto Baiano         | Vitória (Salvador)                          | 18       |
| 2010 | Sassá               | Ipitanga (Senhor do Bonfim)                 | 13       |
| 2011 | Sassá               | Ipitanga (Senhor do Bonfim)                 | 10       |
| 2011 | Geovanni            | Vitória (Salvador)                          | 10       |
| 2012 | Neto Baiano         | Vitória (Salvador)                          | 27       |
| 2013 | Rômulo              | Bahia de Feira (Feira de Santana)           | 13       |
| 2014 | Tiago Alagoano      | Jacuipense (Riachão do Jacuípe)             | 12       |
| 2015 | Kieza               | Bahia (Salvador)                            | 8        |
| 2016 | Nino Guerreiro      | Juazeirense (Juazeiro)                      | 6        |
| 2017 | André Lima          | Vitória (Salvador)                          | 7        |
| 2017 | Marclei             | Bahia de Feira (Feira de Santana)           | 7        |
| 2018 | Neilton             | Vitória (Salvador)                          | 7        |
| 2019 | João Neto           | Atlético-BA (Alagoinhas)                    | 8        |
| 2020 | Marcelo Nicácio     | Fluminense de Feira (Feira de Santana)      | 8        |
| 2021 | Ronan               | Atlético-BA (Alagoinhas)                    | 5        |
| 2022 | Miller              | Atlético-BA (Alagoinhas)                    | 6        |
| 2023 | Everaldo            | Bahia (Salvador)                            | 6        |
| 2024 | Alerrandro          | Vitória (Salvador)                          | 5        |
| 2024 | Osvaldo             | Vitória (Salvador)                          | 5        |
| 2025 | Fabrício do Rosário | Vitória (Salvador)                          | 4        |
| 2025 | Janderson Costa     | Vitória (Salvador)                          | 4        |
| 2025 | Flavinho            | Jacuipense (Riachão do Jacuípe)             |          |
| 2025 | Felipe Cardoso      | Atlético-BA (Alagoinhas)                    |          |